# Seller Feld
Das Naturschutzgebiet Seller Feld liegt auf dem Gebiet der Stadt Steinfurt im Kreis Steinfurt in Nordrhein-Westfalen. Das Gebiet erstreckt sich nördlich der Kernstadt Steinfurt. Westlich und nördlich verläuft die B 70. Östlich verläuft die Landesstraße L 567 und fließt die Steinfurter Aa, südlich verlaufen die L 510 und die B 54.

## Bedeutung
Für Steinfurt ist seit 1988 ein 31,35 ha großes Gebiet unter der Kenn-Nummer ST-016 als Naturschutzgebiet ausgewiesen.